# Trou à Morts
Le Trou à Morts est une tombe néolithique située sur le territoire de la commune de Parmain dans le département du Val-d'Oise.

## Historique
La tombe fut découverte vers 1850 par M. Carnelle. Elle servit d'abri, y compris durant la Première Guerre mondiale. L'édifice est classé au titre des monuments historiques le 26 juin 1974.

## Description
La tombe est située presque au sommet du versant occidental d'une colline séparant le Val de Nesles du Ru de Jouy. Son architecture est incertaine, d'aucuns y voient une grotte précédée d'une antichambre mégalithique, d'autres une construction mariant hypogée et allée couverte. Elle est orientée ouest-nord-est, l'entrée ouvrant à l'ouest face à la pente. L'arrière de la tombe a été creusé dans la partie tendre d'un banc de calcaire entre deux parties plus dures. La chambre est de forme oblongue. Elle mesure 4,30 m de long pour une largeur comprise entre 1,55 m à l'entrée et 1,90 m au fond. La hauteur sous plafond varie de 1 m près de l'entrée à 1,35 m côté sud et 1,20 m au fond. Les côtés nord et est ont été creusés en banquette. À l'origine, les parois étaient tapissées de pierres sèches qui furent retirées lorsque la tombe fut aménagée en abri, de même le sol fut surcreusé à cette occasion.
La chambre creusée dans la roche était prolongée par une antichambre délimitée par des orthostates recouverts de tables de couverture. Actuellement, il n'en demeurent que deux dalles verticales de respectivement 1,45 m par 0,45 m et 0,70 m par 0,30 m. Compte tenu de la pente naturelle, cette antichambre pouvait s'étendre au maximum sur 3 m de longueur et 1,60 m de largeur. L'ensemble du monument aurait donc pu atteindre 6,50 m de longueur.
Il semble que la tombe était précédée d'un menhir indicateur à environ 50 m de distance au bas de la pente.
Lors de la découverte, M. Carnelle vida la chambre où s'accumulait de nombreux ossements humains en assez bon état. Des haches polies et des lames en silex, ainsi qu'une boule en bronze, auraient été découvert à cette occasion. L’ensemble de ce mobilier est désormais dispersé.